# アポロジー
アポロジー（Apology、1871年 - 1888年）とはイギリスのサラブレッドの競走馬である。1874年に1000ギニー、オークス、セントレジャーステークスの3競走を制し、史上3頭目のイギリス牝馬クラシック三冠を達成した。馬名は英語で「謝罪」を意味する。

## 経歴
イギリスリンカンシャーのアシュビー村で聖ハイバルド教会を管理していたジョン・ウィリアム・キング師によって生産されたサラブレッドである。父アドベンチャラーは名種牡馬、母マンドラゴラは良血の出ながらも未勝利に終わった牝馬であった。全姉にヨークカップ連覇のアジリティ（Agility 1867年生、牝馬）がいる。
胴回りが4フィート5インチ（約134.6センチメートル）、体高も15.2ハンド（約154.4センチメートル）と大柄かつ力強い風采であったが、馬主のキング師からはそれほど期待をかけられていなかった。
姉と同じくジョン・オズボーン調教師のもとで手ほどきを受け、2歳時に競走馬デビューを果たした。当初は目立った結果を残せなかったが、ハムステークス（グッドウッド競馬場）で3着に入り、後にホームブレッドプロデュースステークスでステークス競走勝ちを収めた。
1874年の1000ギニーにおいてアポロジーは1番人気に支持され、人気に応えて2着に半馬身差で優勝を手にした。オークスではミストートという馬に1番人気を譲るものの、それらを3馬身以上の着差をつけて破り、二冠を達成した。
オークス後はコロネーションステークスに出走、これを楽勝した。ヨークシャーオークスにも登録されていたが、脚の故障により回避している。その後グレートヨークシャーステークスではトレントという馬の2着に入っている。
秋に迎えたセントレジャーステークスでは、ダービーステークス優勝馬のジョージフレデリックが回避したこともあり、当初アポロジーは1番人気に支持された。しかし調教中に脚を再び悪くしたという噂が広まり、最終的にはオッズは下げられている。そのような経緯ながらもオズボーン騎乗のアポロジーは強さを見せ、当時のレコードタイムを記録しての優勝を飾り、現代の定義におけるイギリス牝馬三冠を達成した。この勝利にアポロジーのファンは狂喜乱舞し、アポロジーはパドック内でたてがみや尾を引き抜かれたという。
セントレジャー後はドンカスターカップを回避し、ニューマーケット競馬場のハンデキャップ競走に出走しているが、ここでは敗れている。
翌年1875年の春にキング師が死去し、牧場も解散した。アポロジーはキング夫人の手元に残されたが、ほとんどの競馬資産は競売により売却されてしまった。アポロジー自身も調教具合は思わしくなく、4歳シーズンはあまり目立った戦果を挙げられなかった。同年はジョッキークラブカップで2着に入っている。5歳シーズン（1876年）に入っても軽ハンデの馬に負ける事態が続き、調教するオズボーンもその競走能力の減衰を疑っていた。
アポロジーは同年の目標を年末のゴールドカップに定められ、その1週間前に行われるクイーンズプレート（マンチェスター競馬場）に出走、ここをクビ差で勝ってゴールドカップに臨んだ。同年のゴールドカップにはその年のセントレジャーステークス勝ち馬であるクレイグミラーが出走していたが、アポロジーはこれを半馬身差で破って優勝、久々の大競走勝ちを収めた。
その後ニューキャッスル競馬場でのクイーンズプレートに出走し、ここでは後続に20馬身もの差をつける圧勝を繰り広げた。しかしその後グッドウッド競馬場で骨折してしまい、これにより競走生活を終えた。
引退後、アポロジーはキングの資産を買い上げた人物の一人である、クレア・ヴァイナーの持つフェアフィールドスタッドに繋養され、繁殖牝馬となった。自身ほどの競走成績を挙げる馬こそ出なかったが、ジムクラックステークス勝ち馬のユベントス（Juventus 1881年生、牡馬）、クレーヴンステークス勝ち馬のエスターリング（Esterling 1882年生、牡馬）と、2頭のステークス競走勝ち馬を出している。
1888年、17歳のときに射殺処分により死亡した。

## 血統表
| アポロジーの血統（タッチストン系／Birdcatcher 母内3x4=18.75%、 Ardrossan Mare 4x5=9.38%、 Orville 父内4x5=9.38%、 Whalebone 5x5=6.25%） | アポロジーの血統（タッチストン系／Birdcatcher 母内3x4=18.75%、 Ardrossan Mare 4x5=9.38%、 Orville 父内4x5=9.38%、 Whalebone 5x5=6.25%） | アポロジーの血統（タッチストン系／Birdcatcher 母内3x4=18.75%、 Ardrossan Mare 4x5=9.38%、 Orville 父内4x5=9.38%、 Whalebone 5x5=6.25%） | （血統表の出典） | （血統表の出典） |
| 父 Adventurer 1859 黒鹿毛 イギリス | 父の父Newminster 1848 鹿毛 イギリス | Touchstone | Camel            | Camel            |
| 父 Adventurer 1859 黒鹿毛 イギリス | 父の父Newminster 1848 鹿毛 イギリス | Touchstone | Banter           |                  |
| 父 Adventurer 1859 黒鹿毛 イギリス | 父の父Newminster 1848 鹿毛 イギリス | Beeswing | Dr Syntax        | Dr Syntax        |
| 父 Adventurer 1859 黒鹿毛 イギリス | 父の父Newminster 1848 鹿毛 イギリス | Beeswing | Ardrossan Mare   |                  |
| 父 Adventurer 1859 黒鹿毛 イギリス | 父の母Palma 1840 青鹿毛 イギリス | Emilius | Orville          | Orville          |
| 父 Adventurer 1859 黒鹿毛 イギリス | 父の母Palma 1840 青鹿毛 イギリス | Emilius | Emily            |                  |
| 父 Adventurer 1859 黒鹿毛 イギリス | 父の母Palma 1840 青鹿毛 イギリス | Francesca | Partisan         | Partisan         |
| 父 Adventurer 1859 黒鹿毛 イギリス | 父の母Palma 1840 青鹿毛 イギリス | Francesca | Orville Mare     |                  |
| 母 Mandragora 1860 栗毛 イギリス | 母の父Rataplan 1850 栗毛 イギリス | The Baron | Birdcatcher      | Birdcatcher      |
| 母 Mandragora 1860 栗毛 イギリス | 母の父Rataplan 1850 栗毛 イギリス | The Baron | Echidna          |                  |
| 母 Mandragora 1860 栗毛 イギリス | 母の父Rataplan 1850 栗毛 イギリス | Pocahontas | Glencoe          | Glencoe          |
| 母 Mandragora 1860 栗毛 イギリス | 母の父Rataplan 1850 栗毛 イギリス | Pocahontas | Marpessa         |                  |
| 母 Mandragora 1860 栗毛 イギリス | 母の母Manganese 1853 栗毛 イギリス | Birdcatcher | Sir Hercules     | Sir Hercules     |
| 母 Mandragora 1860 栗毛 イギリス | 母の母Manganese 1853 栗毛 イギリス | Birdcatcher | Guiccioli        |                  |
| 母 Mandragora 1860 栗毛 イギリス | 母の母Manganese 1853 栗毛 イギリス | Moonbeam | Tomboy           | Tomboy           |
| 母 Mandragora 1860 栗毛 イギリス | 母の母Manganese 1853 栗毛 イギリス | Moonbeam | Lunatic F-No.4-d |                  |

母マンドラゴラは、1856年の1000ギニー優勝馬であるマンガニース（manganese 1853年生、牝馬）の初仔で、ゴールドヴァーズなどを制したラタプラン（Rataplan 1850年生、牡馬）を父に持つ。3歳から競走馬としてデビューしたが、早々と見切りをつけられ、繁殖入りしている。繁殖牝馬としてはアポロジーやアジリティのほか、ドンカスターカップなどに勝ったマンドレイク（Mandrake 1864年生、牡馬）などを出す成功を収めている。